# Torptjärnen, Gästrikland
Torptjärnen är en sjö i Ockelbo kommun i Gästrikland och ingår i Hamrångeåns huvudavrinningsområde. Sjön har en area på 0,139 kvadratkilometer och ligger 245 meter över havet. Sjön avvattnas av vattendraget Fallåsbäcken.

## Delavrinningsområde
Torptjärnen ingår i det delavrinningsområde (676931-154100) som SMHI kallar för Utloppet av Torptjärnen. Medelhöjden är 262 meter över havet och ytan är 1,85 kvadratkilometer. Det finns inga avrinningsområden uppströms utan avrinningsområdet är högsta punkten. Fallåsbäcken som avvattnar avrinningsområdet har biflödesordning 2, vilket innebär att vattnet flödar genom totalt 2 vattendrag innan det når havet efter 47 kilometer. Avrinningsområdet består mestadels av skog (79 procent). Avrinningsområdet har 0,11 kvadratkilometer vattenytor vilket ger det en sjöprocent på 5,9 procent.